# Cucullia similaris
Cucullia similaris är en fjärilsart som beskrevs av Smith 1892. Cucullia similaris ingår i släktet Cucullia och familjen nattflyn. Inga underarter finns listade i Catalogue of Life.